# Histoire de la Wallonie depuis 1914
Pour un article plus général, voir Histoire de la Wallonie.
Par histoire de la Wallonie, on entend ici l'histoire des territoires relevant de la région Wallonne telle que définie par la Constitution belge.
Cet article relate les faits marquants de l'histoire de la Wallonie après 1914. Deux autres articles relatent les faits marquants de la période avant 1830 et de la période de 1830 à 1914.

## La Première Guerre Mondiale et ses conséquences
Le 4 août 1914, l'Allemagne envahit la Belgique en pénétrant en Wallonie, par Liège, au mépris du droit international (ce que reconnaît l'Allemagne promettant des réparations. Le plan Schlieffen vise à traverser le territoire belge en vue d'envelopper l'armée française. La rapidité est la condition de sa réussite. Mais les Allemands sont arrêtés par l'armée belge. Voyez Histoire de Belgique de 1914 à 1945. 

Carte de la ceinture fortifiée de Liège. En bleu, le dispositif de 1914, en rouge celui de 1940.

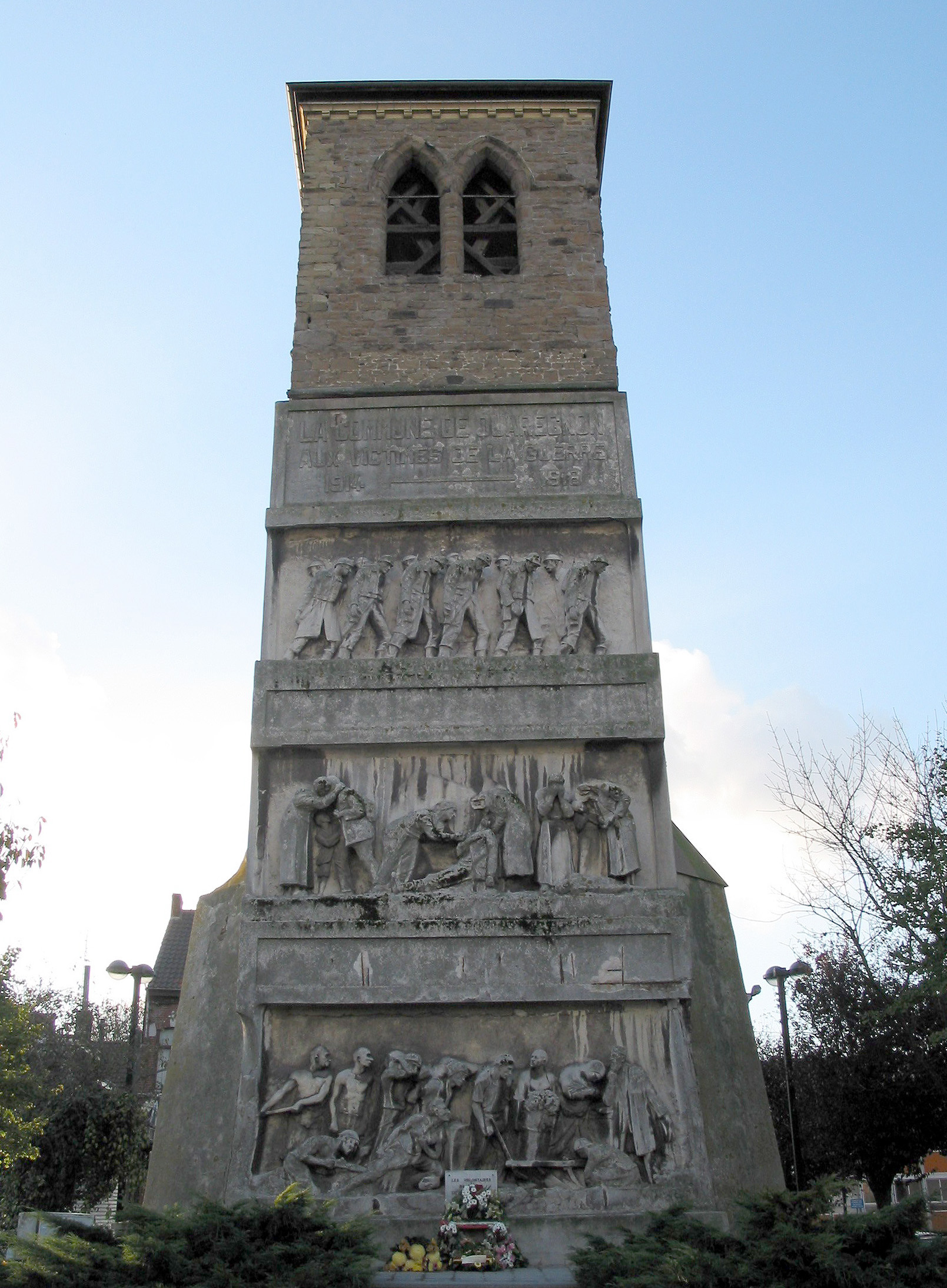
Tour de l'ancienne église Saint-Quentin : un mémorial parmi d'autres aux victimes de la guerre 1914-1918 et aux fusillés du 23 août 1914 (66 civils et 137 maisons détruites à Quaregnon) - sculpture par Georges Wasterlain.

La Wallonie comme le montre cette carte est dans l'axe principal d'invasion qui s'ouvre par l'attaque de la grande ville wallonne de Liège. Et c'est elle qui va le plus souffrir des atrocités allemandes qui vont discréditer l'Empire allemand dans l'opinion mondiale. Plus de 5 000 civils y seront tués en 20 jours (5 août- 26 août), 15 000 maisons détruites, 600 à Visé, 1 500 à Dinant (soumise à un véritable sac). Le massacre de Tamines du 22 août 1914 a fait 383 victimes et le massacre de Dinant du 23 août 1914 a fait exactement (officiellement) 674 victimes. On pourrait y ajouter 62 exécutions à Anseremme (maintenant commune fusionnée avec Dinant) et 27 fusillés à Bouvignes (petite ville à quelques kilomètres en aval de Dinant et ancienne commune fusionnée également avec Dinant). Le massacre de Dinant a ceci de particulier par rapport à tous les autres d'août 1914 que les personnes fusillées, selon des ordres allemands précis, furent considérées comme des soldats ennemis au même titre que les soldats français et tuées pour une part d'entre elles à titre préventif.
En 1914 (contrairement à 1940), il n'y a pas d'hostilité particulière des Allemands à l'égard des Wallons. La Wallonie industrialisée (les 2/3 de sa population), va particulièrement souffrir durant l'Occupation : une grande partie de l'activité industrielle est stoppée (sauf l'extraction du charbon qui continue, au moins partiellement). Le 21 mars 1917, Moritz von Bissing, Gouverneur Général des autorités d'occupation (Besatzungsbehörden) de la Belgique, décrète dans le cadre de la Flamenpolitik la séparation de la Wallonie et de la Flandre.
- La mémoire de la guerre en Wallonie, malgré des courants pacifistes, c'est celle des exactions d'août et de la victoire sur l'impérialisme allemand conçu comme barbare. La mémoire de la guerre en Flandre, c'est l'inhumanité du traitement des soldats derrière l'Yser, dernier réduit national de quelques dizaines de km² (où cependant les Wallons sont en proportion de leur population et prennent une part identique de ces conditions de vie), soulignée par le commandement en français. La divergence des mémoires a pu être mesurée récemment sur la base des ouvrages parus en 1930 (centième anniversaire du pays). Voyez le tableau réalisé pour le séminaire de L. Van Ypersele UCL, 2001-2002[2]. L. Van Ypersele en conclut que La mémoire dite nationale semble in fine surtout francophone.[3]

- Le nationalisme flamand gagne en popularité notamment avec l'élection triomphale d'Auguste Borms en 1928 à Anvers. Il n'est pas contrecarré en Flandre par une mémoire patriotique belge et se nourrit de la mémoire du traitement très dur des soldats en général et des soldats flamands en particulier dans les tranchées de l'Yser. En Wallonie, c'est le patriotisme belge qui domine et la mémoire des atrocités allemandes. Il impose la loi de 1921 interdisant l'usage du français dans les administrations en Flandre, rejetant le vote bilatéral proposé par Joseph-Maurice Remouchamps, mais ensuite, à la suite du compromis signé par Jules Destrée et Camille Huysmans, adopte des mesures résultant de discussions préalables entre Flamands et Wallons.

- Des difficultés économiques liées au krach de 1929 naissent des grèves violentes, notamment en 1932 (le film fondateur du cinéma wallon Misère au Borinage date de 1936), et c'est cette année aussi qu'est tracée la première frontière linguistique entre Flandre et Wallonie : compromis inspiré du compromis des Belges que les socialistes flamands et wallons ont élaboré dès les années 1920.

- Les Wallons vont s'élever vivement contre la politique de neutralité décidée par Léopold III et défendue par le Bruxellois francophone Paul-Henri Spaak, sous la pression de la Flandre. Du coup, les projets de fédéralisme côté wallon s'intéressent aussi à une autonomie qui s'exercerait également dans le domaine des relations internationales[4],[5],[6],[7]. S'illustrent dans ce combat Georges Truffaut, François Bovesse, l'Abbé Mahieu ... Ils s’opposent à la politique militaire et extérieure du Royaume, à la rupture avec l’alliance française, alors qu'Hitler vient de prendre pouvoir, politique dite des mains “libres” en 1936 qui préconise une stricte neutralité dans l'espoir d'échapper à la guerre.

- Les lois de 1938 votées par la majorité flamande au Parlement contre pratiquement tous les députés wallons, instaurent des régiments wallons et flamands. La conséquence de cette loi, c'est que l'on va pouvoir nettement distinguer les deux types d'unités dans les combats futurs. Bien que les Congrès de "Concentration wallonne" de l'abbé Mahieu regroupent des gens très radicaux, leurs discours expriment bien le malaise wallon avant 1940 comme Sœur Michèle Libon l'explique bien ici en le replaçant dans un large contexte.

## La Seconde Guerre mondiale et la question royale
À la veille de l’invasion allemande de mai 1940 l'armée belge est forte. Elle va s’opposer durement aux divisions allemandes à la bataille de la Lys (23/27 mai), au cours de laquelle plusieurs grandes unités flamandes feront preuve de peu de combativité. Alors que dès le 10 mai une poignée de chasseurs ardennais met en échec la principale attaque allemande (voyez Histoire de Belgique de 1914 à 1945).
- C'est la bataille de la Lys. Qui sera la principale bataille de l'armée belge en mai 1940. Les défections flamandes qu'on y constate marquent la mémoire en Wallonie. Dans son plaidoyer en faveur du réunionisme, François Simon évoqua ces défections au Congrès national wallon du 20 octobre 1945 : « Savez-nous d'où est née cette volonté qui nous anime d'en finir une fois pour toutes avec une situation que nous considérons comme insupportable? Elle est née des choses effroyables que nous avons vécues en 1940, elle est née des trahisons de la Lys et du canal Albert! Ces trahisons n'ont jamais été le fait des régiments wallons, mais partout où notre jeunesse combattait en avant, en arrière, à gauche et à droite, elle voyait d'autres régiments qui étaient appelés à la soutenir, abandonner la bataille (...) Il est né aussi, ce sentiment, de l'abandon de nos camarades dans les camps de prisonnier. »[8].

Les panzers ont passé la Meuse, 16 mai
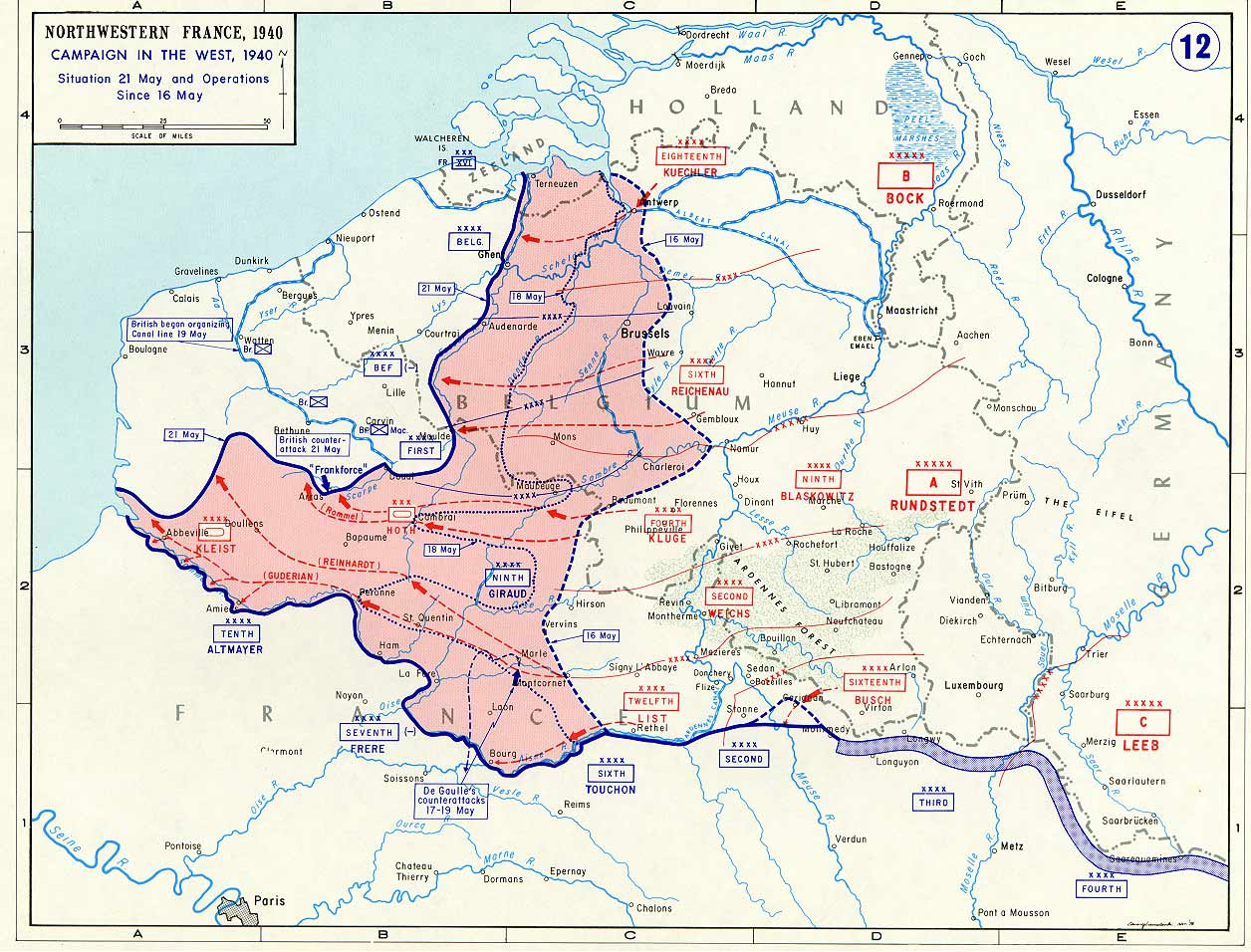
Veille de la bataille de la Lys 21 mai et panzers à Abbeville
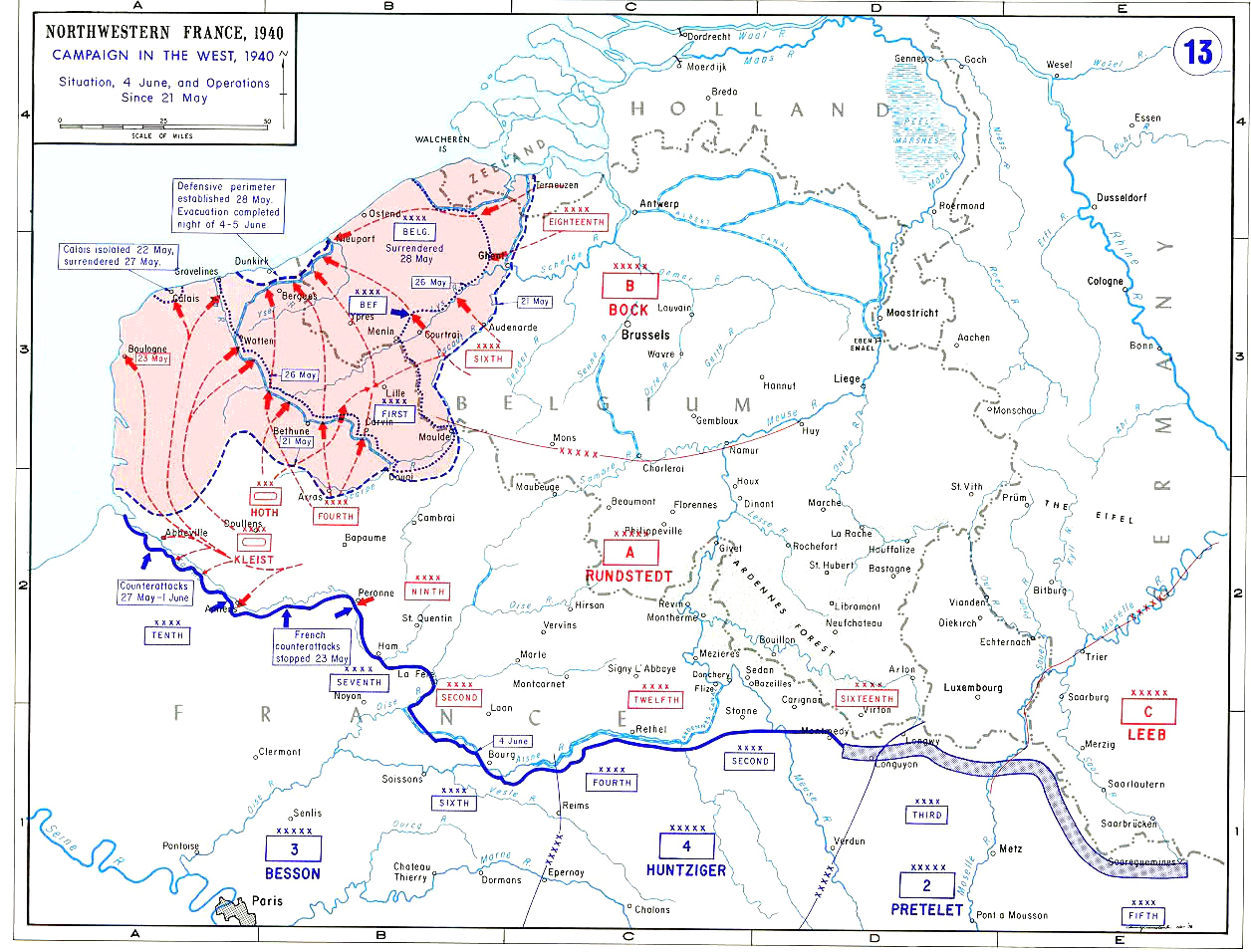
Dunkerque, défense, rembarquement jusqu'au 4 juin

Les chiffres indiquent aussi une plus grande participation des Wallons à la Résistance, à la presse clandestine, aux engagements en Angleterre, bref à la lutte en général contre l'Occupant qui, d'ailleurs décide de maintenir prisonniers en Allemagne les soldats wallons capturés durant la brève bataille de Belgique alors que quasiment tous les Flamands seront libérés. 
- En outre, Léopold III capitule le 28 mai, notamment parce qu’il craint que ces défections flamandes à cette bataille de la Lys ne donnent des prétextes aux Allemands pour mener la même politique séparatiste qu'en 1914-1918[9].

Le 31 juillet 1950, après les morts de Grâce-Berleur, Liège et les grandes villes wallonnes amènent le drapeau belge et le remplacent par le drapeau wallon, écho public aux réunions secrètes ou discrètes ayant mené au projet de Gouvernement wallon séparatiste

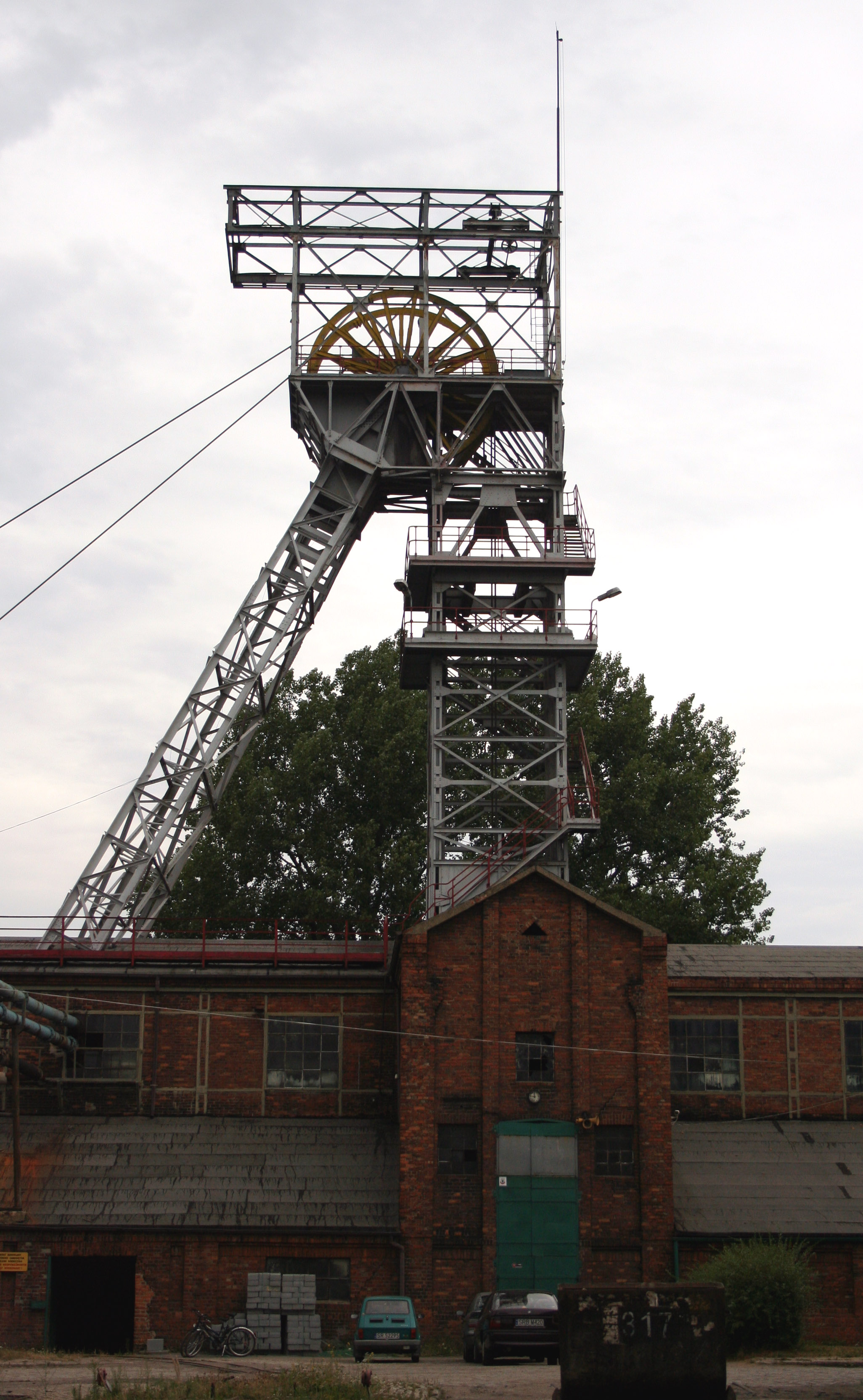
châssis à molettes: il disparaît avec la fermeture des mines wallonnes (années 1950 et 1960)

La question royale éclate. Elle est liée à toute l'histoire de la monarchie belge. La gauche et les francophones ne veulent plus du roi. Les néerlandophones et la droite veulent qu’il règne à nouveau. Finalement une Consultation populaire (référendum consultatif) tranche la question le 11 mars 1950. Voyez aussi Histoire de Belgique de 1945 à 1993
Mais si la majorité de la Flandre, à plus de 70 % rappelle le roi, une majorité de Bruxellois et de Wallons n’en veulent plus : au total, vu le poids de la Flandre, 57 % de Belges votent pour le roi. Le 21 juillet de nombreuses grandes villes wallonnes hissent le drapeau wallon à la place du drapeau belge. Le lendemain, Léopold III revint et c’est alors qu’éclate en pays wallon une véritable insurrection ponctuée par des dizaines d’attentats à l’explosif, l’éclatement d’une grève générale, la formation d’un gouvernement wallon séparatiste dans les dernières heures de juillet, à la suite de la tragique fusillade de Grâce-Berleur. 
Le Roi se retire. La Belgique vient de vivre les heures les plus graves de son histoire intérieure. Le drame rebondit : le 11 août, lorsque le prince royal Baudouin Ier se prépare à jurer fidélité à la Constitution, un cri s’élève des travées « Vive la République ! ». Il fut attribué à Julien Lahaut qui en assuma la responsabilité. Le 18, il était assassiné à son domicile de Seraing.

## L'après-guerre
L'économie wallonne a repris vigoureusement après la guerre mais ce sursaut est trompeur. La Wallonie va rapidement se heurter à de graves difficultés économiques. La grève générale de l’hiver 1960-1961 exprime ce malaise et, de cette grève, menée par les régionales wallonnes de la FGTB sort le Mouvement Populaire Wallon.
Il en naîtra aussi une forme originale de socialisme et de syndicalisme, qu'on baptise renardisme du nom d'André Renard qui a épousé les thèses du mouvement wallon dès 1950 et l'insurrection contre le roi, participé à la tentative du gouvernement wallon séparatiste. Renard propose le fédéralisme comme solution aux difficultés économiques de la Wallonie, assorti de réformes de structure permettant un meilleur contrôle ouvrier de l'économie. Le renardisme est une certaine manière de concevoir l'action syndicale comme pouvant s'étendre au-delà des strictes revendications sociales pour faire advenir le socialisme dans la perspective d'un réformisme radical.
En 1963, plusieurs tendances organisées du mouvement wallon mettent sur pied un pétitionnement wallon soutenu notamment par le Mouvement populaire wallon, Wallonie libre, les socialistes, les communistes, des chrétiens de Rénovation wallonne, des libéraux du Mouvement libéral wallon... Son succès auprès du public sera immense (plus du tiers des électeurs wallons le signent), mais sans effet auprès des autorités belges.
Un parti fédéraliste ou autonomiste se crée en 1968, le Rassemblement wallon qui sera le deuxième parti wallon aux élections de 1971. Le type de fédéralisme envisagé par les Wallons, ce sont les régions (à vocation d'abord économique et sociale), alors que les Flamands mettent l'accent sur les communautés (d'abord la défense de la langue et de la culture). Une première réforme de l'État avec une première révision de la Constitution belge est entérinée en 1970 par le Parlement, elle consacre les trois Communautés culturelles et prévoit également la création de trois Régions dotées chacune d'un territoire et appelées à agir surtout dans le domaine économique. Un des acteurs principaux de cette révision de la Constitution n'est autre que Freddy Terwagne, membre fondateur avec André Renard du Mouvement populaire wallon. Le Rassemblement wallon va se diviser, perdre la moitié de ses députés puis l'ensemble de ceux-ci en 1981 et 1985, au lendemain de la création de la Région wallonne en août 1980.
Les difficultés économiques wallonnes ont été expliquées de manière classique par Michel Quévit en 1978 qui en impute la responsabilité à la centralisation du capitalisme belge à Bruxelles et l'éloignement des centres de décision économiques par rapport à une Wallonie dépendante depuis 1830 (Michel Quévit). Quoi qu'il en soit, la Wallonie voit la part de son PIB diminuer dans l'économie belge et un taux de chômage élevé persister dans les grandes villes du Sillon Sambre-et-Meuse, même si certains phénomènes sont plus positifs comme la croissance accélérée de l'emploi dans la biochimie, la croissance très forte également des exportations, la création d'entreprises liées à la recherche scientifique... Le Gouvernement wallon a lancé un plan de redressement connu sous le nom de Plan Marshall dont on attend les effets.

### La Wallonie devient uneRégionautonome et à pouvoir législatif

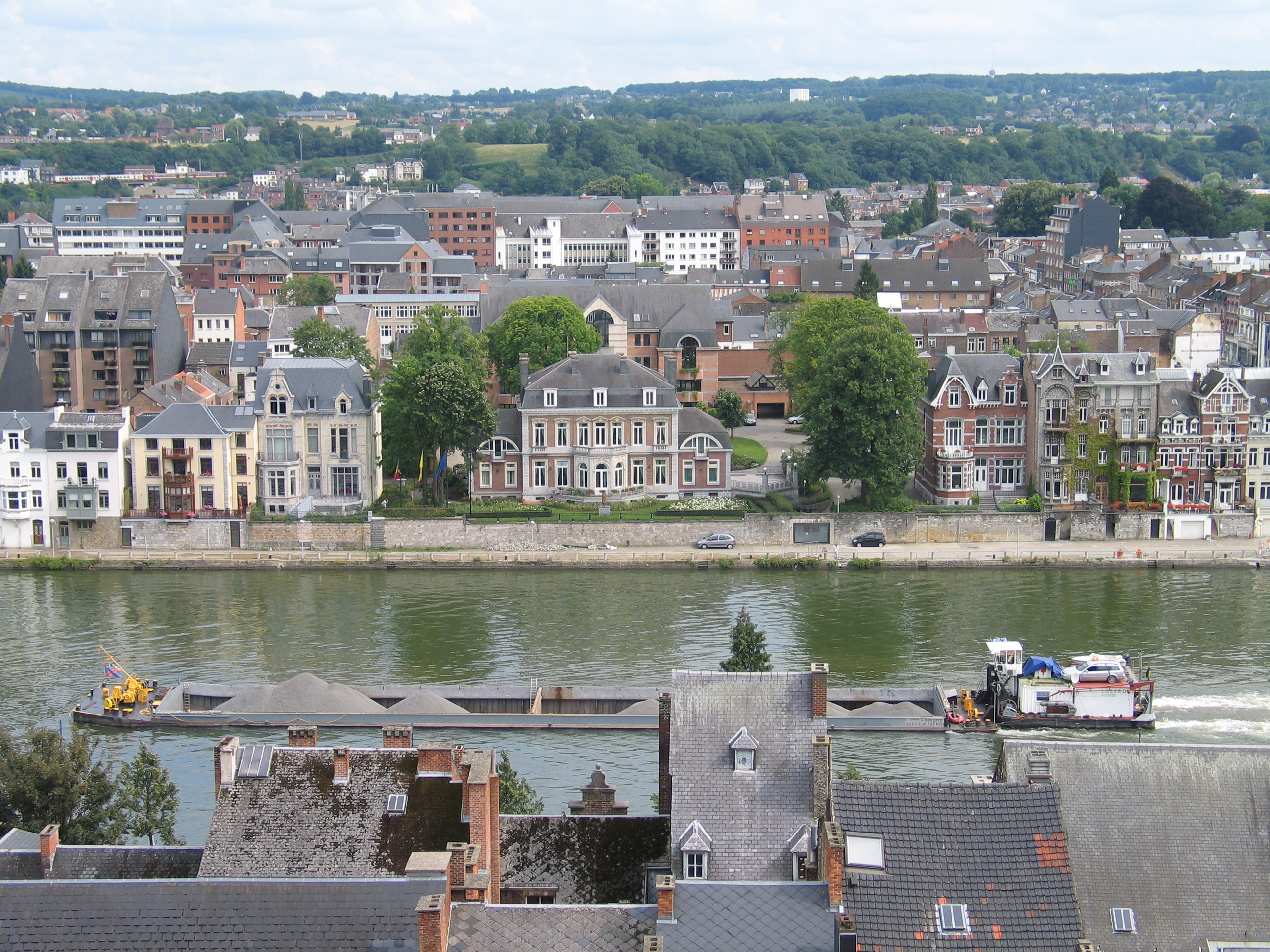
L'Élysette, siège du Gouvernement wallon à Namur et en face le Parlement de Wallonie. Entre les deux la Meuse

Les ministres du Gouvernement wallon siègent au Conseil des ministres de L'Union européenne dans les domaines de leurs compétences, alternativement avec les ministres flamands et bruxellois

Si en 1970, la réforme de la Constitution satisfait les Flamands - car elle crée deux "Communautés", la Communauté flamande et la Communauté française, le principe de la mise en place d'une Région wallonne et de Régions en général est bien inscrit dans la Constitution, mais aucune disposition concrète ne rend ce principe agissant. 
Les Wallons devront attendre dix ans avant que les Régions ne deviennent des réalités politiques, leurs compétences étant au départ marginales. Durant les années 1980 et 1990, les Wallons seuls d'abord, puis les Wallons et les Flamands en accord les uns avec les autres, exigeront de plus en plus de compétences pour les Régions (et les Communautés).
La création de la Région wallonne et de la Région flamande ne s’opère qu’en août 1980, lors de la deuxième réforme de l'État. Ces Régions sont très différentes des Régions de France qui ne sont que des divisions administratives. Ici, il s'agit de la mise en place d'un État fédéral. Les réformes successives de l’État sont voulues tant par les Flamands que les Wallons: en 1988 (la Région de Bruxelles-Capitale prend forme), en 1993, l'État belge devient officiellement un État fédéral, et le principe (unique au monde dans un État fédéral), de la prolongation des compétences exclusives de chaque entité fédérée est adopté. Les ministres régionaux wallons vont siéger au Conseil des ministres de l'Union européenne. En 1999 et en 2003 les compétences des entités fédérées grandissent encore et encore. 
L’économie wallonne a connu une chute importante avec la fermeture des charbonnages dans les années 1960, puis s’est redressée jusqu’à l’année 75 pour ensuite à nouveau plonger avec la crise de la sidérurgie à Cockerill-Sambre, notamment. Aujourd’hui, la Wallonie économique s’est stabilisée. Mais les carences sont là, notamment le chômage qui dépasse 20 % dans les grandes villes de l’ancien sillon industriel. Le gouvernement d’Elio Di Rupo a lancé un programme de redressement en 4 ans, baptisé Plan Marshall. On pourrait dire que lHistoire du cinéma wallon vient mettre en perspective la Wallonie contemporaine, un peu comme l'Art mosan met en perspective celle des premiers siècles, avant 1830.

#### La dynamique de l'autonomisme en Wallonie
L'État central a été progressivement déshabillé de ses compétences au profit des entités fédérées: en 2002, hors le service de la dette, les recettes du budget fédéral représentaient 48,40 % de l'ensemble des trois niveaux de pouvoir (État fédéral, Communautés, Régions). Or, jusqu'à l'année 1980, il n'existait pratiquement qu'un seul niveau de pouvoir, l'État belge. 
Il n’y a pas, à proprement parler d’indépendantisme wallon même si la dynamique institutionnelle belge permet à une entité wallonne souveraine de créer peu à peu une communauté d’hommes et de femmes doté d’une histoire, d’une identité et d’une conscience collective comme le proclame le projet de décret instituant une Constitution wallonne déposé au Parlement wallon de Namur en mai 2006 par huit députés appartenant au groupe socialiste (34 sièges sur 75). Cette proposition est venue relayer les revendications de Wallonie - Région d’Europe, mouvement créé en 1987 par José Happart (mais actuellement disparu) et du Manifeste pour la culture wallonne, celui de 1983 et celui de 2003 qui le prolonge, démarche semblable à celle du Québec (voyez culture québécoise). On veut faire passer la Wallonie du statut de communauté légale à celui de communauté morale, voire de nation, mot discrètement évoqué dans la proposition, La bibliographie à propos du Manifeste pour la culture wallonne est abondante.

#### Le rebondissement bruxellois
L'homme politique wallon le plus important dans les années 2000-2010, Elio Di Rupo, alors président du Parti socialiste (les partis en Belgique sont des partis différents selon les communautés : il n'y a plus de parti politique belge à implantation nationale excepté le parti marxiste PTB/PVDA), a également évoqué la possibilité pour la Wallonie et Bruxelles de se donner les attributs d'une nation en riposte (c'est une option envisagée) à la stratégie d'une Flandre exigeant éventuellement son indépendance. L'article Problèmes communautaires en Belgique aborde les choses sur le plan linguistique. 
Le journal Le Soir a publié le mercredi 20 décembre 2006 le texte d'un appel, intitulé Nous existons! présenté la veille à la presse, et signé par de nombreuses personnalités bruxelloises de premier plan qui réclament la prise en compte des intérêts des Bruxellois dans la perspective des négociations institutionnelles programmées pour l'année 2007. Le texte qui décrit une Région de Bruxelles-Capitale multiculturelle et complexe appelle les mandataires bruxellois à la défendre et les futurs négociateurs à accorder à Bruxelles, comme aux autres Régions, le pouvoir de forger son avenir, ...comme foyer d'un dynamisme profitant aux trois régions du pays. Le texte exige clairement plus de région (à base spatiale et non linguistique), et moins de communauté (à base linguistique), ce qui se réfère au système institutionnel belge actuel bien que l'appel Nous existons se place au-delà de l'institutionnel. À cet appel, plus d'une centaine de personnalités wallonnes ont répondu affirmativement le 7 mai..

## Pour l'avenir?

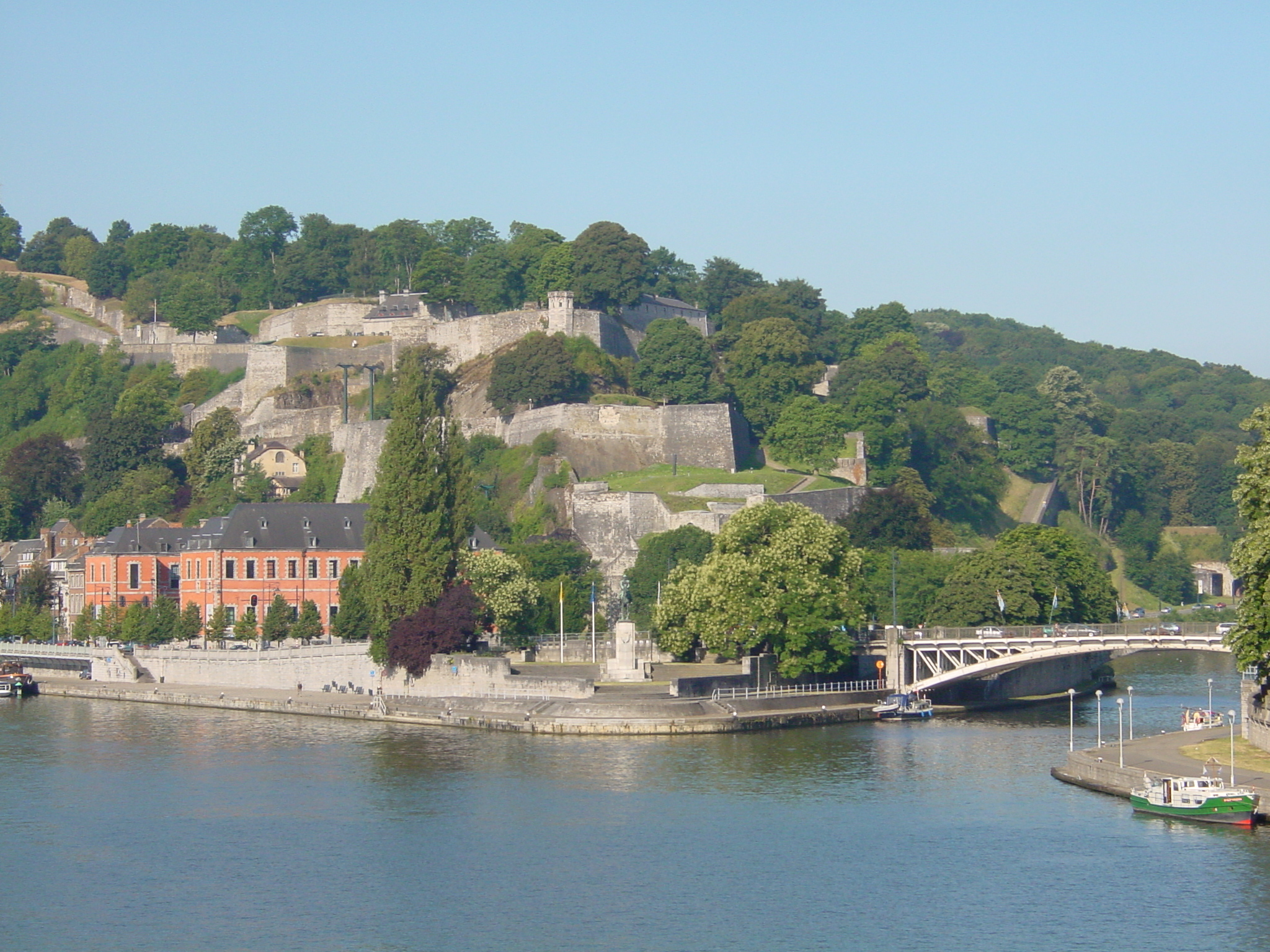
Le Parlement de Wallonie à Namur (en rose), avec, en face la Meuse, derrière la Citadelle et, à sa gauche le confluent de la Sambre et de la Meuse, l'axe des deux rivières symbolisant la partie la plus peuplée de la Wallonie

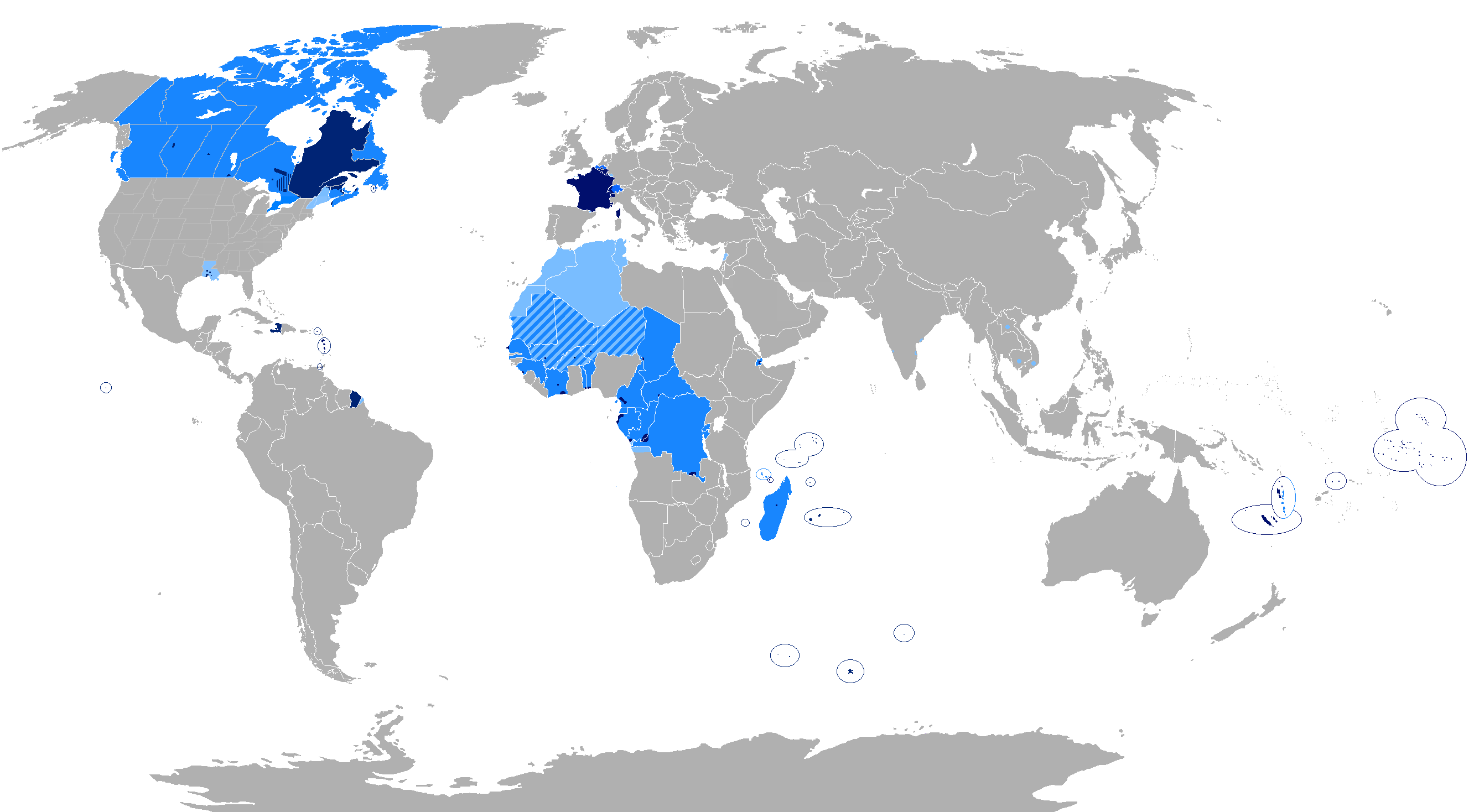
La Francophonie

La Wallonie a établi des Délégations générales à Québec, Berlin, Paris, Varsovie, Prague, Bruxelles (UE), Bâton-Rouge, Santiago du Chili, Dakar, Rabat, Kinshasa, Alger, Tunis, Bucarest et Hanoï... De plus l'ensemble des ambassades belges sont tenues d'accueillir ses Agences à l'exportation (AWEX). Voyez ici la carte des délégations Wallonie-Bruxelles dans le monde
Le sentiment belge demeure important en Wallonie, mais partagé, car sentiments d'appartenance en Belgique et Wallonie sont ambivalents. Les difficultés économiques de la Wallonie demeurent réelles avec un haut taux de chômage, le double de la Flandre. Les éléments les plus radicaux de celle-ci estiment que des transferts s'opèrent de la Flandre à la Wallonie (dépenses de l'État fédéral, Sécurité sociale, Service de la dette...). Certains groupes parlent de 10 milliards d'€ par an (chiffres vivement contestés en Wallonie). En Flandre, notamment pour mettre fin aux transferts, certains pensent qu'il y aurait lieu de transférer aux Régions et aux Communautés toute la Politique sociale et familiale, la Justice, la Coopération au développement, l'Emploi, etc. La position wallonne et francophone officielle est de le refuser. Mais chacun sait qu'une négociation sur ce sujet est inévitable après les élections législatives de 2007 et que la négociation aboutira à un accord où chacun fera des concessions (la Flandre a promis de laisser subsister encore 20 ans le système de financement actuel de la Sécurité sociale par exemple). 
Or, le pourcentage des compétences étatiques belges déjà transférées aux entités fédérées est très élevé: sur la base des budgets cumulés de l'État fédéral, des Régions et des Communautés, on peut considérer que ces deux dernières absorbent déjà 51 % des ressources publiques. De plus, les matières transférées le sont sur la base de l'équipollence des normes et des compétences exclusives, et ceci tend à faire passer le pouvoir de l'État fédéral aux entités fédérées. L'État fédéral n'exerce plus que 49 % de l'ensemble de ces compétences et pourrait passer à une proportion plus faible de 40 % (voire à 30 %), à la suite des transferts probables de 2007. L'État fédéral, incarné dans la figure du Roi, garde son prestige, mais la diminution rapide de ses compétences (une diminution de moitié en 26 ans, de 1980 à 2003, date du dernier transfert de compétences, soit l'octroi du permis d'exportations d'armes), pose la question de sa pérennité. Les théoriciens américains à la base du Compromis de Philadelphie qui transforma les États-Unis, d'une confédération qu'ils étaient en une fédération, tout en rompant avec le caractère exclusif de la souveraineté particulière des treize colonies révoltées consacrèrent « le fait pour tout individu sur le territoire de la fédération d'être citoyen deux fois ou, mieux, être citoyen au même titre à la fois de l'État membre et de la fédération sans aucune hiérarchie entre ces deux positions ». La question est parfois posée de savoir si la fédération à laquelle la Wallonie appartiendra sera seulement la fédération européenne (dans la mesure où l'Union européenne peut être au moins analogiquement comparée à une fédération), ou si elle restera, comme actuellement, à la fois la fédération belge et la fédération européenne.